# 阿库拉乌帕齐拉
阿库拉乌帕齐拉 (英语: Akhaura Upazila) 是孟加拉国巴里萨尔专区婆罗门巴里亚县的一个乌帕齐拉。
根据2011年的孟加拉国人口普查，该地总人口数为145215人，其中男性人口大约有7万，女性人口约有7.5万。
当地在1920年成立的孟加拉国铁路政府高中是一所著名的学校。